# Ephedraphis ephedrae
Ephedraphis ephedrae är en insektsart som först beskrevs av Nevsky 1929.  Ephedraphis ephedrae ingår i släktet Ephedraphis och familjen långrörsbladlöss.

## Underarter
Arten delas in i följande underarter:
- E. e. ephedrae
- E. e. taurica